# Serenay Sarıkaya
Serenay Sarıkaya (Ankara, 1º luglio 1992) è un'attrice e modella turca.
Ex-vice MissTurchia, è testimonial di vari marchi ed è nota al pubblico per i suoi ruoli in varie fiction televisive quali Peri Masalı, Adanalı, Medcezir, Lale Devri e Shahmaran. È seguita da circa 10 milioni di utenti su Instagram.

## Biografia
Serenay Sarıkaya nasce ad Ankara il 1º luglio 1992. È figlia di Mustafa Sarıkaya e di Ümram Seyhan.
All'età di sette anni, dopo la separazione dei genitori, si trasferisce con la madre a Istanbul. Da ragazza, pratica sport quali la pallavolo e la pallacanestro, ma coltiva il sogno di diventare modella.
A quattordici anni fa il proprio debutto sul grande schermo interpreta il ruolo di Itır nel film, diretto da Şahin Alparslan, Şaşkın. L'anno seguente, riceve un premio speciale dalla giuria dello European Youth Beauty Competition, che si tiene in Repubblica ceca e l'anno seguente è nel cast del film diretto da Murat Şeker Plajda, dove interpreta il ruolo di Aslı.
In seguito, nel 2008 è protagonista, nel ruolo di Talya, della serie televisiva di genere fantastico Peri Masalı  e poi della serie televisiva Limon Ağacı.
Dal 2008 al 2010 è nel cast della serie televisiva Adanalı, dove interpreta il ruolo di Sofia.
Nel 2010 partecipa in rappresentanza della propria città natale Ankara al concorso di bellezza Miss Turchia, classificandosi al secondo posto e ottenendo il diritto a rappresentare il proprio Paese alla kermesse di Miss Universo, ma deve rinunciare alla fascia (a favore di Miss Turchia Gizem Memiç), in quanto non ancora maggiorenne. In seguito, dal 2010 al 2013 è nel cast della serie televisiva Lale Devri, dove interpreta il ruolo di Yeşim Taşkıran.
Successivamente, dal 2013 al 2015, è protagonista, al fianco di Çağatay Ulusoy, del serial televisivo Medcezir, remake della serie statunitense The O.C., dove interpreta il ruolo di Mira Beylice (corrispondente al personaggio di Marissa Cooper). Nel frattempo, nel 2013 gira uno spot pubblicitario per una marca di jeans assieme al modello brasiliano Francisco Lachowski e l'anno seguente viene eletta dalla rivista GQ Turchia donna dell'anno. Tre anni dopo, è protagonista, al fianco di Nejat İşler, del film romantico, diretto da Umur Turagay, İkimizin Yerine, dove interpreta il ruolo di Çiçek.
A partire dal 2023 è poi protagonista, al fianco di Burak Deniz, della serie televisiva di Netflix Shahmaran, dove interpreta il ruolo di Şahsu.

## Filmografia

### Cinema
- Şaşkın, regia di Şahin Alparslan (2006)
- Plajda, regia di Murat Şeker (2008)
- Behzat Ç. Ankara Yanıyor, redia di Serdar Akar /(2013)
- İkimizin Yerine, regia di Umur Turagay (2016)

### Televisione
- Peri Masalı - serie TV (2008)
- Limon Ağacı - serie TV (2008)
- Adanalı - serie TV, 70 episodi (2008-2010)
- Lale Devri - serial TV, 118 puntate (2010-2012)
- Yer Gök Aşk - serie TV, 6 episodi (2013)
- Medcezir - serial TV, 77 puntate (2013-2015)
- Fi - serie TV, 22 episodi (2017-2018)
- Shahmaran (Şahmaran) - serie TV, 8 episodi (2023-in corso)
- The Family (Aile) - serial TV, 30 episodi (2023-2024)
- Thank You, Next (Kimler Geldi Kimler Geçti) - serie TV, 8 episodi (2024- in corso)

## Premi e nomination
- 2007: Premio speciale dalla giuria dello European Youth Beauty Competition
- 2010: Secondo posto a Miss Turchia
- 2012: Candidatura all'ELLE Style Award come miglior attrice
- 2013: ELLE Style Award
- 2014: Golden Butterfly come miglior attrice per Medcezir ai Golden Butterfly Awards
- 2015: Golden Star come miglior attrice ai Turkey Youth Awards
- 2015: Golden Butterfly come miglior attrice per Medcezir ai Golden Butterfly Awards
- 2015: Golden Butterfly per la miglior performance per Medcezir ai Golden Butterfly Awards
- 2016: Candidatura alla Golden Star come miglior attrice ai Turkey Youth Awards
- 2017: Golden Palm Award come miglior attrice cinematografica per İkimizin Yerine
- 2017: Candidatura alla Golden Star come miglior attrice ai Turkey Youth Awards
- 2017: Candidatura alla Golden Butterfly come miglior attrice ai Golden Butterfly Awards
- 2017: Premio come miglior attrice agli Ayakli Gazete TV Stars Awards
- 2018: Candidatura alla Golden Star come miglior attrice ai Turkey Youth Awards
- 2018: Candidatura alla Golden Butterfly come miglior attrice ai Golden Butterfly Awards
- 2019: ELLE Style Award
- 2020: Golden Palm Award come miglior attrice di teatro
- 2020: Premio come miglior attrice di teatro e musical agli Ayakli Gazete TV Stars Awards
- 2022: ELLE Style Award

## Doppiatrici italiane
Nelle versioni in italiano nelle opere in cui ha recitato, Serenay Sarıkaya è stata doppiata da:
- Benedetta Ponticelli in Shahmaran[15]
- Rossa Caputo in The Family
- Gemma Donati in Thank You, Next